# Friagabi Fossae
Le Friagabi Fossae sono una struttura geologica della superficie di Venere.